# Gouvernement Fritch 2015
Pour les articles homonymes, voir Gouvernement Fritch.
Polynésie française
Fritch I Fritch III
Le gouvernement Fritch 2015 est le gouvernement de la Polynésie française qui constitue l'organe exécutif de cette collectivité d'outre-mer. Ce gouvernement est formé à la suite du renvoi d'Édouard Fritch, président de la Polynésie, du Tahoeraa huiraatira, parti autonomiste majoritaire à l'Assemblée de Polynésie française à partir des élections territoriales de 2013.

## Historique
Un conflit de plus en plus violent éclate entre Gaston Flosse, chef du Tahoeraa Huiraatira et Édouard Fritch, président de la Polynésie, qui entraîne une scission du groupe du Tahoeraa huiraatira le 7 mai 2015. Édouard Fritch et plusieurs de ses ministres sont exclus du parti et le gouvernement se retrouve sans majorité à l'Assemblée de la Polynésie.
Pour rassembler une nouvelle majorité, un remaniement du gouvernement a lieu le 27 mai 2015 pour inclure A Ti'a Porinetia parmi les dissidents pro-Fritch. Le chef d'A Ti'a Porinetia, Teva Rohfritsch, entre dans le nouveau gouvernement et obtient les portefeuilles de la Relance économique, de l'Économie bleue, de la Politique numérique et de la Promotion des investissements.
De nouveaux ralliements issus du Tahoeraa huiraatira et d'un seul venant de l'UPLD (celui de Joëlle Frébault) permettent d'atteindre la majorité, réunie dans un groupe commun le 10 décembre 2015, baptisé Rassemblement pour une majorité autonomiste (RMA). Ce groupe est à l'origine ensuite de la naissance, le 20 février 2016, d'un nouveau grand Parti autonomiste par la fusion des dissidents pro-Fritch, d’A Ti'a Porinetia, de Joëlle Frébault et de 36 des 48 maires de Polynésie française, baptisé Tapura huiraatira. Ce dernier, grâce à la coalition autonomiste, obtient 30 sièges sur 57 à l'Assemblée.

## Attributions
Ses attributions sont régies par la section 5 du chapitre Ier, titre IV de la loi organique n° 2004-192 modifiée, du 27 février 2004, relatif au statut d'autonomie de la Polynésie française.
La fonction gouvernementale est exercée par l'ensemble des ministres, au sein du conseil des ministres, qui se réunit sous la direction du Président de la Polynésie française.

## Composition
Le président de la Polynésie française, Édouard Fritch, a nommé son équipe gouvernementale le 27 mai 2015. Successeur du gouvernement Fritch 2014, il comprend :
- M. Édouard Fritch, Président de la Polynésie française, chargé du Partenariat avec les collectivités, les Postes et télécommunications, les Affaires internationales et intérieures, l'Égalité des territoires.
- M. Nuihau Laurey, Vice-président, Ministre du Budget, des Finances et des Énergies.
- M. Jean-Christophe Bouissou, Ministre du Tourisme, des Transports aériens internationaux, de la Modernisation de l'administration et de la fonction publique, porte-parole du gouvernement.
- M. Teva Rohfritsch, Ministre de la Relance économique, de l'Économie bleue, de la Politique numérique, chargé de la Promotion des investissements
- M. Frédéric Riveta, Ministre de l'Agriculture, de l'Artisanat et du Développement des archipels. démissionner
- Mme Tea Frogier, Ministre du Travail, des Solidarités et de la Condition féminine.
- M. Tearii Alpha, Ministre du Logement et de la Rénovation urbaine, de la Politique de la ville, des Affaires foncières et du domaine.
- Mme Nicole Sanquer, Ministre de l’Éducation et de l’Enseignement supérieur.
- M. René Temeharo, Ministre de la Jeunesse et des Sports, chargé des relations avec l'assemblée de Polynésie française et le Conseil économique, social et culturel. démissionner
- M. Albert Solia, Ministre de l'Équipement, de l'Aménagement, de l'Urbanisme et des Transports intérieurs.
- M. Heremoana Maamaatuaiahutapu, Ministre de la promotion des langues, de la culture, de la communication et de l’environnement
- M.Patrick Howell, Ministre de la  santé et de la recherche